# Frans Liszt-herdenkingsmuseum
Het Frans Liszt-herdenkingsmuseum, Hongaars: Liszt Ferenc-Emlekmuzeum, is een museum en onderzoekscentrum in de Hongaarse hoofdstad Boedapest dat gewijd is aan de componist Franz Liszt.
Het is gevestigd in het gebouw van de oude muziekacademie. Liszt heeft hier nog lesgegeven en woonde van januari 1881 tot zijn dood in 1886 in een dienstwoning van de academie. Hierna was het gebouw in gebruik van onder meer politieke en sociale verenigingen. De academie had sinds 1925 al een herdenkingskamer ingericht. In 1980 werd het pand gekocht door het ministerie van cultuur en onderwijs die het ter beschikking stelde van de Franz Liszt Muziekacademie. De academie maakte vervolgens verschillende ruimtes vrij voor de vestiging van het museum. In september 1986 werd het geopend.
In het museum zijn allerlei stukken te zien uit de tijd dat hij in de dienstwoning woonde, zoals meubilair, muziekinstrumenten, een bibliotheek en andere memorabilia waaronder beeldhouwwerken. Er is een permanente tentoonstelling te zien in voormalige vertrekken van de componist, zoals zijn studie- en slaapkamer en zijn tekenkamer. Daarnaast worden er over hem wisselende thematische exposities getoond in de eetkamer en de foyer op de begane grond. In de nabije omgeving bevindt zich een concerthall waar het museum op zaterdagen matineeconcerten organiseert voor bezoekers.
Een groot deel van de collectie is afkomstig uit een schenking van Liszt aan de muziekacademie. Hieronder bevinden zich een piano van het merk Bösendorfer en twee van het merk Chickering, een positief-orgel Mason & Hamlin, een piano-harmonica van Bachmann en een piano-orgel van Erard and Alexandre. Na de eerste opening in 1925 werd de collectie geleidelijk aan aangevuld uit verzamelingen van familie, vrienden en leerlingen. Onder de donateurs bevonden zich Eduard Liszt, Henrik Gobbi, Jenő Hubay, Árpád Szendy, István Thomán en Vilma Varga.